# Die rote Jacke
Die rote Jacke ist ein deutscher Kurzfilm von Florian Baxmeyer aus dem Jahr 2002. Er gewann im Jahr 2003 den Student Academy Award (Oscar) als Bester Kurzfilm.

## Handlung
Bei einem Verkehrsunfall stirbt in Hamburg ein kleiner Junge. Dessen rote Jacke, von seinem trauernden Vater weggeworfen, findet ihren Weg in das ehemalige Jugoslawien. Dort wird sie von einem Jungen gestohlen und vermag es schließlich, die zwei tragischen Hauptfiguren zusammenzuführen.

## Kritik und Hintergrund
Der Film entstand an der Universität Hamburg im Aufbaustudiengang Film.

Mit minimalem Einsatz von Dialogen beeindruckt der Kurzfilm von Florian Baxmeyer ganz durch die Leistung seiner Schauspieler und die ausdrucksvolle Bildsprache. Baxmeyer gelingt es, die beiden Situationen vom Verlust des eigenen Kindes einerseits und des blutigen Bürgerkriegs andererseits stets realitätsnah und glaubwürdig zu erzählen.

## Auszeichnungen
- Student Academy Award (Oscar) in der Kategorie Bester Kurzfilm 2003
- Studio Hamburg Studio Hamburg Nachwuchspreis 2002
- Diverse Preise auf internationalen Filmfestivals
- 2002: Aufnahme in den Katalog der AG Kurzfilm[1]